# Satan

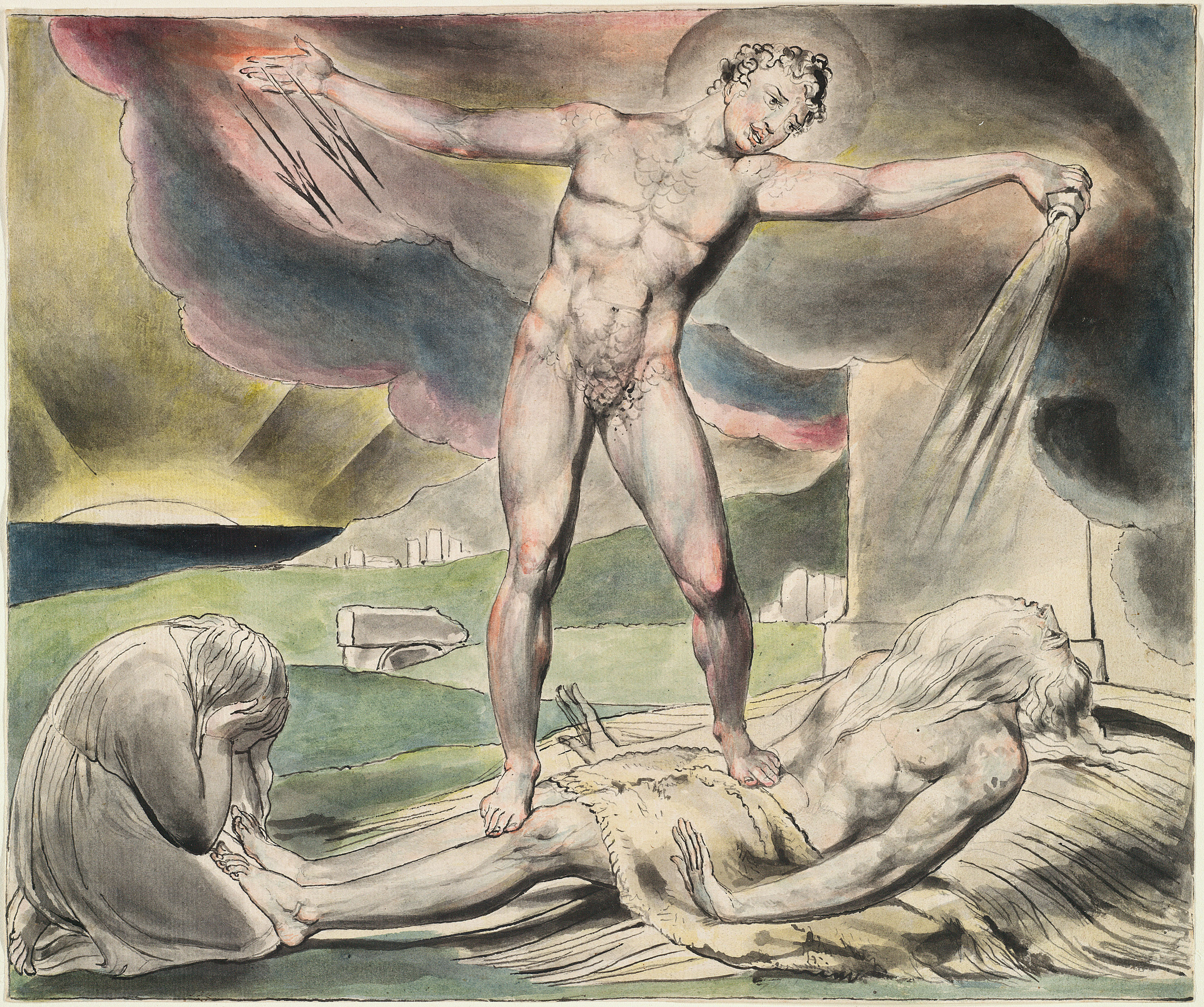
Die Prüfung des Hiob: Satan schüttet die Plagen über Hiob aus. William Blake (1821)

Satan (auch Satanas) bezeichnet einen oder mehrere dem Menschen übelwollende Geistwesen, häufig Engel. Der Begriff hat seine Ursprünge im jüdischen Monotheismus und enthält antike persische religiöse Einflüsse, besonders des Zoroastrismus. 
Der Satan tritt in der Bibel und anderen religiösen Schriften oftmals in Menschengestalt auf. Bekanntlich versucht  er Menschen dazu zu verleiten, entgegen den göttlichen Geboten zu handeln.
Satan ist vor allem der Ankläger im göttlichen Gerichtshof, der die religiöse Integrität von Menschen testet und Sünden anklagt, wie es beispielsweise aus den biblischen Büchern Ijob und Sacharja bekannt ist. In den Leben Adams und Evas und der islamischen Literatur wird der Satan aus dem Himmel verbannt, weil er sich weigert, sich vor dem ersten Menschen zu verneigen. Im Äthiopischen Henochbuch wird eine ganze Heerschar von Satanen als Verführer wie auch als Strafengel erwähnt. Die Vorstellung von einer Vielzahl an Satanen hielt auch Einzug in den Koran. Später wurde Satan mit Bedeutungen wie gegen Gott rebellierende gefallene Engel, der Verkörperung des Bösen, dem Teufel oder Götzen in Verbindung gebracht.

## Etymologie und Bezeichnung
Das hebräische Substantiv שָׂטָן śāṭān wird auch mit „Widersacher“, „Gegner“ übersetzt, die genaue Etymologie ist jedoch umstritten und kann nicht geklärt werden.
Volksetymologisch wird das Nomen nach Hi 1,7  und 2,2  vom Verb שׁוט šwṭ „umherstreifen“ abgeleitet, was jedoch aufgrund des Wechsels von שׁ š zu שׂ ś unwahrscheinlich erscheint. Folgende Herleitungen von einem Verb kommen in Frage:
- hebräisch śṭh, akkadisch šâṭu I, syrisch sṭ’, arabisch šṭṭ, äthiopisch šṭy „umherschweifen“
- hebräisch, aramäisch und mandäisch swṭ „ungerecht sein“, „aufbegehren“, „revoltieren“
- arabisch šṭṭ „ungerecht sein“
- syrisch swṭ, arabisch šjṭ „brennen“
- hebräisch śṭh, äthiopisch šṭy „verfolgen“

Die bezeichnende Nominalendung für Abstrakta, Adjektive oder Diminutive lautet im Hebräischen -ôn, nicht -ān, sodass hier wohl eine Nominalbindung nach *qātāl vorliegt. Ein beschreibendes Primärnomen mit der Wurzel śjṭ oder śwṭ (*śajṭ / śawṭ + -ān) liegt wohl nicht vor. Meistens wird שָׂטָן śāṭān mit dem Verb שׂטן śṭn bzw. שׂטם śṭm „anfeinden“ in Verbindung gebracht. Diese Wurzel lässt sich jedoch nicht im Akkadischen, sondern nur in den jüngeren südsemitischen Sprachen nachweisen.
Manfred Görg unterscheidet das Verb שׂטן śṭn, שׂטם śṭm etymologisch vom Nomen שָׂטָן śāṭān. Er leitet es aus dem Ägyptischen her und sieht in śdnj durch die Lautverschiebung vom ägyptischen d zum hebräischen ṭ einen Kausativ von dnj „jemanden zurückhalten“ oder „in die Schranken weisen“.
Während die Septuaginta das Hebräische שָׂטָן śāṭān fast ausschließlich mit διάβολος diábolos und verwandten Formen wiedergibt (Ausnahmen: 1 Kön 14,2  und Sir 21,27 ), nutzt das Neue Testament die Bezeichnungen διάβολος diábolos und σατανᾱς satanâs beinahe gleich häufig. Ein Bedeutungsunterschied lässt sich dabei nicht erkennen.
Im Lateinischen lautet die Bezeichnung satan (m., indeklinabel) und satanas (-ae, m.) bzw. Satan und Satanas. Das Aramäische schreibt סטנא sāṭānāʾ, und arabisch شيطان Schaitan, DMG Šaiṭān.

## Satan nach den jüdischen Quellen
Der Ausdruck „Satan“ wird in der hebräischen Bibel mit verschiedenen Bedeutungen gebraucht:
- Ein Ankläger vor dem Richtersitz (Ps 109,6 EU)
- Ein Feind in Krieg und Frieden (1 Kön 5,4 EU; 11,14 EU und 11,23–25 EU)
- Ein Antagonist, der Widerstände in den Weg legt (Num 22,22 EU)
- Im Buch Ijob wird „Ha-Satan“ als Staatsanwalt und Hauptankläger gegen die Menschheit im Himmel an Gottes Gerichtshof beschrieben. Außer Satan werden keine anderen Engel erwähnt, und er bezweifelt als Ankläger die Gottergebenheit und Gottesfürchtigkeit der Menschheit. Er behauptet, dass die Menschen nur gottesfürchtig seien, weil Gott ihnen Wohlstand und Entwicklung schenke. Er wird daraufhin von Gott beauftragt, Ijob mit Plagen zu belegen, um die Glaubensstärke Ijobs in Gottes Wort zu testen. Satan wird so zum Gegner Ijobs.[7]
- In 1 Chr 21,1 EU wird König David von Satan angestachelt, einen Zensus des Volkes Israel zu veranlassen. Diese Bibelstelle führt auf eine ältere Bibelstelle zurück, in der Adonai selber David anstachelt, das Volk Israel zählen zu lassen (2 Sam 24,1 EU). Die jüngere Stelle wurde zur Zeit des Babylonischen Exils von den Hebräern aufgeschrieben, als sie unter dem persischen Einfluss des Zoroastrismus standen, in dem es eine ausgesprochene Polarität zwischen Gut und Böse bzw. Licht und Dunkelheit als ewigem göttlichem Kampf gibt.

Frühe rabbinische Kommentare zur Mischna zeigen, dass Satan beinahe keine Rolle im Judentum spielte. Je jünger ein rabbinischer Kommentar datiert wird, desto öfter tritt der Begriff Satan oder dessen Synonyme auf. Seit der Zeit des Babylonischen Exils sind Einflüsse aus dem Zoroastrismus im Babylonischen Talmud festgehalten. Der Palästinische Talmud, fertiggestellt etwa um 400 n. Chr., ist in derselben Gegend wie das Neue Testament verfasst worden und ist bedeutend zurückhaltender im Gebrauch des Begriffs Satan und seiner Synonyme. Allerdings sind große Teile dieses Teils des Talmud nicht im Original erhalten.
Als Beispiel kann die Besprechung der Erzählung der Vertreibung Adams und Evas aus dem Garten in Eden in diesen Literaturen gelten. Die klassischen jüdischen Bibelkommentatoren verstehen die Schlange darin wörtlich als Schlange. Sie sind sich jedoch uneinig darin, wofür diese symbolisch in der Erzählung steht: Die Neigung zum Bösen (jetzer ha-rah), Satan oder der Engel des Todes. Andere Bibelkommentatoren haben vermutet, die Schlange sei ein phallisches Symbol. Nach der Mischna sei die Schlange vor ihrer Verfluchung aufrecht gestanden und habe die Fähigkeit besessen, mit Menschen zu kommunizieren.
Die normative, rabbinische, klassische, jüdische Lehre, der zufolge Satan kein selbständiges Geistwesen ist, ist bis heute gültig und wichtig im Judentum. Es steht im Einklang mit den jüdischen Lehren, dass es keine Verkörperung des Bösen gibt und dass Gott als Schöpfer dessen bezeichnet wird, was Menschen als Böses beschreiben. Im Babylonischen Talmud beteuert Rabbi Levi: „… alles was Satan tut, geschieht nach dem Willen des Himmels …“ Als ein anderer Rabbi in seiner Stadt etwas Ähnliches lehrte, sei Satan selbst gekommen und habe seine Knie geküsst.
Im Midrasch wird Samael, der höchste der Satane, eine bestimmte Ordnung von Engeln, als ein mächtiger Prinz der Engel im Himmel beschrieben. Samael kam durch eine Frau in die Welt und ist daher gezeugt und nicht ewig. Wie alle himmlischen Wesen kann er durch die Luft fliegen und jede Form annehmen, z. B. die eines Vogels, eines Hirsches einer Frau, eines Bettlers oder jungen Mannes, und von ihm wird gesagt, er hüpfe bzw. tänzele, in einer Anspielung auf seine Erscheinung als Ziege.
Obwohl Satan Macht über alle Werke der Menschen hat, könne er nicht über zwei Menschen unterschiedlicher Nationalität zur gleichen Zeit wirken. Daher habe Samuel, ein anerkannter Astronom, Arzt und Toragelehrter (er starb in Nehardea um 247), immer nur mit einem Fremden zusammen eine Reise angetreten.

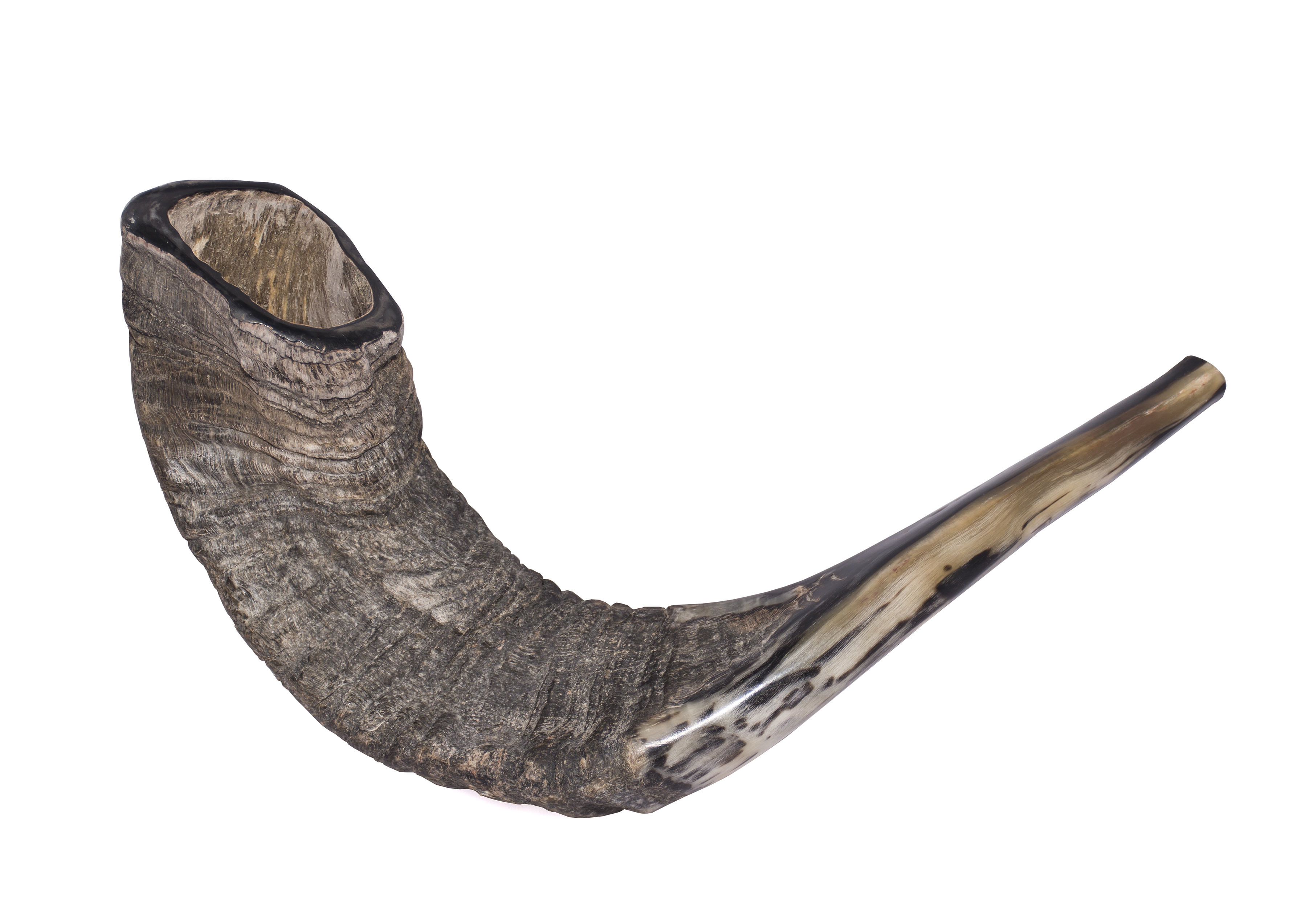
Schofar

Satans Wissen bleibt nicht erhalten, weil das Blasen des Schofar, des Horns eines Widders, am Rosch ha-Schana, dem jüdischen Neujahrstag, den Satan total verwirrt und durcheinanderbringt. Der numerische Wert des hebräischen Wortes Satan ergibt 364. Dies wird so interpretiert, dass Satan deshalb an allen Tagen des Sonnenjahres gegen Israel und die Menschen Anklage erheben muss, nur nicht an einem Tag, dem 365ten. Am Jom Kippur, dem hohen jährlichen Versöhnungstag, hat Satan keine juristische Gewalt, da alles Böse an diesem Tage von der Menschheit genommen ist.
Ein einziger Rabbi notiert, dass Satan aktiv in die Verführung Evas im Garten Eden eingegriffen habe und der Vater von Kain sei, während er auch hilfreich bei der Opferung Isaaks, in der Freilassung Esaus Tieres, das für seinen Vater bestimmt war, in der Theophanie, der Erscheinung Gottes Gegenwart am Berg Sinai, beim Tode Moses, bei Davids Sünde in Bath-Scheba und beim Tode der Königin Vaschti war. Der Befehl zur Tötung aller jüdischen Untertanen, den Haman erteilte, sei auf ein Pergament geschrieben worden, das Satan brachte. Und als Alexander der Große die jüdischen Weisen wegen ihrer Rebellion tadelte, baten sie um Gnade, da Satan zu mächtig für sie gewesen sei.
Nicht alle rabbinischen Kommentatoren stimmten mit den Vorstellungen über die spirituelle Natur des Satan überein. Der berühmte Rabbi Saadia Gaon, ein jüdischer Gelehrter, Torameister und Philosoph des 11. Jahrhunderts, schrieb in seinem Kommentar zum Buch Ijob, dass Satan lediglich ein menschliches Wesen gewesen sei, das die spirituelle Gottergebenheit Ijobs bezweifelte und Gott anrief, Ijob zu testen. Diese Vorstellung des Gaon erwächst aus einer Lesart des hebräischen Wortes שטן oder "Ankläger", wovon Rabbi Saadia meinte, es werde nur gegen die Intentionen der fraglichen Person gerichtet und stehe nicht grundsätzlich als Titel für natürliche oder übernatürliche Wesen zur Verwendung.

### Satanskonzept der hebräischen Bibel (Tanach/Tora)
Im Tanach ist Ha-Satan („der Satan“) ein Name, der verschiedenen Engeln gegeben wird, mit deren Hilfe Gott die religiöse Rechtschaffenheit und Integrität verschiedener Menschen auf die Probe stellt (vergleiche: Advocatus Diaboli). Im normativen Judentum ist Satan der Hauptankläger, Staatsanwalt, Gegner, Feind im Kampf und die spirituelle Kraft, die im Judentum die Neigung zum Bösen (jezer ha-rah) genannt wird. Satan ist dabei jedoch wie alle Engel unter vollkommener Kontrolle und Befehl von Gott, er ist keinesfalls ein Wesen von freiem Willen, das gegen Gott rebellieren könnte oder als "Gegenspieler" und Führer des Bösen auftritt. Freien Willen schreibt das normative Judentum nur den Menschen zu. In diesem Sinne ist „Ha-Satan“ eher ein Titel denn ein Eigenname eines bestimmten Engelwesens. Diese Begriffsbestimmung wird von den christlichen Glaubensrichtungen nicht anerkannt, weil die spätere Kirchengeschichte feststellte, dass Satan gegen Gott rebelliert habe, obwohl diese Rebellion in der heiligen Schrift nicht erwähnt wird. Der Titel Satan wird sowohl für übernatürliche Wesen wie auch für Menschen verwendet. In Num 22,22 , ist Satan nicht negativ handelnd, sondern wird von Gott gesandt, um Schlimmeres für Bileam zu verhindern:

„Aber Gott war erzürnt über seinen Weg; deshalb stellte sich ein Engel Adonais in seinen Weg als ein Gegner (hebräisch: Satan)“

Im Talmud und einigen Quellen der Kabbala, des mystischen Judentums, werden der Engel Samael oder andere Engel manchmal Satan genannt. In der Angelologie, der Lehre von den Engeln, bezeichnen diese verschiedenen Namen verschiedene Engel. Und es gibt erheblichen Widerstand im Judentum gegen die Vorstellung, dass diese wirklich böse seien, da sie nur auf göttlichen Befehl hin handeln. Das Problem der Theodizee findet im Judentum keine endgültige Antwort. In den Sprüchen der Väter, einem Teil der Mischna und Hauptwerk der jüdischen Ethik, steht: „Rabbi Janai sagt: Es ist uns nicht gegeben zu wissen, warum Frevler in Wohlergehen und Gerechte in Leiden leben.“
Im normativen rabbinischen Judentum sind Engel göttliche Boten oder Helfer bei der Ausführung göttlichen Willens. Bekannt ist der Satan der hebräischen Bibel vor allem aus dem Buch Ijob, in dem Gott Satan als den Hauptankläger des göttlichen Gerichtshofes beauftragt, die religiöse jüdische Rechtschaffenheit des perfekt gottesgehorsamen und religiös ergebenen Ijob auf die Probe zu stellen, indem Satan Ijob nacheinander seine reichen Güter, Kinder und seine Gesundheit nimmt. Ijob bleibt gottergeben, klagt jedoch Gott an.
Das normative Judentum hat kein religiöses Konzept einer unheiligen Dunkelheit in Opposition zu Gott. Es lehrt nicht die Vorstellung einer Verkörperung des Bösen als Gegenspieler bzw. Gegenkraft von Gott. Da HaSchem („Gott“) als Schöpfer von Licht und Dunkelheit verehrt wird, gibt es in jüdischer Tradition und Glauben keinen Ort oder Raum, der nicht von Gott erfüllt bzw. transzendiert ist.

### Satan in den jüdischen Apokryphen
In Weish 2,24  ist Satan mit Verweis auf Gen 3  als der Vater aller Lügen beschrieben, der den Tod auf die Welt brachte; eine weitere Stelle findet sich in Ekklesiastikus (Sir 21,27 ). Allegorisch wurde Satan als Verführer und Nebenliebhaber Evas im Garten Eden beschrieben, der gemeinsam mit anderen Engeln wegen seiner Frevel aus dem Himmel geschleudert wurde. Seit dieser Zeit sei er Satan genannt worden, vorher habe er Satanael geheißen.
Die Doktrin des gefallenen Satans und der gefallenen Engel findet sich in überkommenen Schriften aus dem antiken Babylon: Satan regiert über einen Staat von Engeln. Mastema, der Gott veranlasste, Abraham durch die Opferung Isaaks zu testen, ist mit Satan identisch. Asasel aus der Apokalypse Abrahams und Asmodäus aus dem Buch Tobit werden genauso mit Satan identifiziert, besonders hinsichtlich seiner Liederlichkeit. Als Herr der Satane (einer Ordnung von Engeln) wird er auch Samael genannt.
Im äthiopischen Henochbuch wird Asasel nicht mit Satan identifiziert, sondern tritt mit einer Heerschar ihm unterstehender Satane als Folterknechte im Dienste Gottes auf. Die Satane erfüllen die Rolle der Strafengel, welche die gefallenen Engel und sündhaften Menschen nach dem endzeitlichen Urteil peinigen. Gleichzeitig wird das Wirken der gefallenen Engel als ein Dienst der Satane beschrieben. Die Satane sind auch Ankläger vor dem göttlichen Gerichtshof. Der Text impliziert, dass sie bereits vor der Sünde der Engel existierten, verrät aber nichts über ihren Ursprung.
Es ist schwierig, andere Stellen in den Apokryphen zu zeigen, die Verweise auf Satan liefern. Dies hat einen Grund darin, dass die Originale nicht erhalten sind und die Übersetzungen der erhaltenen Sekundärliteratur der Apokryphen verschiedenste Vergleiche bemühen. Daraus lässt sich aufgrund des Fehlens wichtiger Quellen im Sinne eines argumentum e silentio vermuten, dass ein Konzept des Satan wohl nicht weit verbreitet war. Wahrscheinlicher ist eine enge Bindung von Verweisen auf „üble Geister“ mit dem Satan aus den Apokryphen.

## Satanskonzept des Christentums
In christlichem Verständnis bei Auslegung und Bibelübersetzung wird der Begriff „Satan“ häufig als Eigenname verwendet und mit dem Teufel identifiziert. Dieser gilt als ein bestimmter Engel, der eigenwillig gegen Gott rebellierte und als gefallener Engel aus dem Himmel verstoßen wurde. Gelegentlich werden Teufel und Satan unterschieden. Der Satan gilt dann als Eigenname des treuesten Vasallen des Teufels.

### Altes Testament

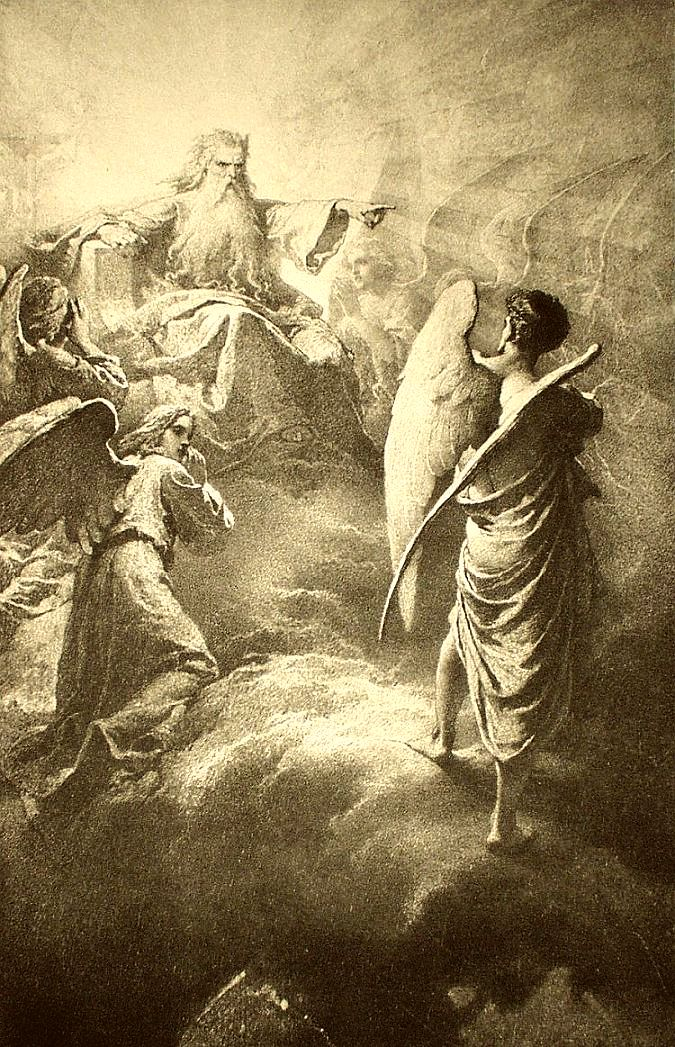
Die Verbannung Luzifers aus dem Himmel, Mihály Zichy (1887)

Nach christlichen Vorstellungen ist der Satan des Alten Testaments (AT) der Versucher der Menschen. Die hebräische Bezeichnung „Satan“ (שטן, Sin-Teth-Nun) bedeutet „Widersacher“ oder „Gegner“. Die Bezeichnung „Satan“ wird im AT auch für Menschen verwendet (Num 22,22;32 ; 1 Sam 29,4 ; 1 Kön 5,18 ; 11,14  und 11,23-25 ; Ps 109,6 ; als Verben im Sinne von „Anfeindungen“ in Ps 38,21 ; 71,13 ; 109,4 ; 109,20  und 109,29 ). Im Hinblick auf das Neue Testament (Offb 12,9  2 Kor 11,3 ) wurde Satan mit der Schlange im Garten Eden identifiziert und habe, durch sie sprechend, Eva zur Sünde verführt.
Den Namen Luzifer erhielt Satan, indem das lateinische Wort, eine richtige Übersetzung aus dem Hebräischen, als Eigenname missdeutet wurde. Sie bezieht sich auf Jes 14,12–14 . Während die dort erscheinende Allegorie eines untergehenden Morgensterns (Venus) nichts mit einem gefallenen Engel zu tun hat, sondern sich auf den Untergang des babylonischen Reiches und seines Königs Nebukadnezar II. bezieht, der mit dem Morgenstern verglichen wird, der von der Sonne, die Israel darstellt, überstrahlt wird, sahen einige Vertreter der Alten Kirche (darunter Origenes) eine Parallele zu Jesu Aussage in Lukas 10,18  und identifizierten den König und den Morgenstern typologisch mit dem Satan.

### Neues Testament

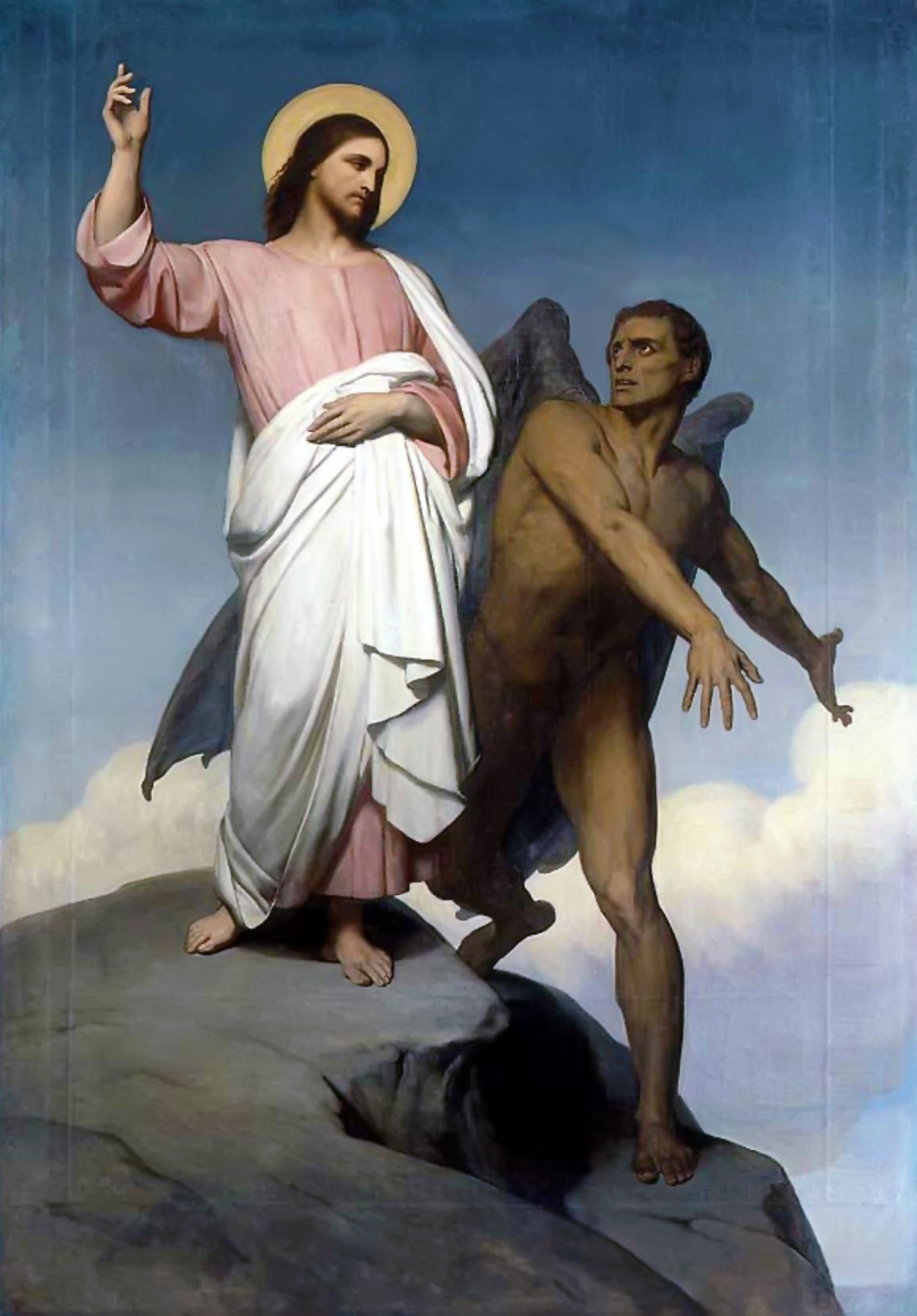
Die Versuchung Christi, Gemälde von Ary Scheffer (1854)

„Satan“ ist im Neuen Testament ein Eigenname und bezeichnet eine übernatürliche Wesenheit mit dämonischen Kräften. Gemäß dem christlichen Verständnis handelt dieser nach freien Willen, bleibt aber der Macht Gottes stets unterlegen. Satan ist der Versucher in den verschiedenen Evangelien und Verursacher von Krankheit, Besessenheit und Tod. Ein Bedeutungsunterschied bei der Verwendung von „Satan“ und „Teufel“ ist nicht erkennbar.
Satan ist im neuen Testament auch als Herrscher dieser Welt (Joh 16,11 ), Beelzebub und Beliar bekannt. Die synoptischen Evangelien berichten von einer Begegnung zwischen Jesus und dem Satan in der Wüste. Der Satan verspricht Jesus, wenn jener vor ihm niederkniee, die Königreiche dieser Welt und impliziert, dass diese ihm unterstünden. In (Joh 12,31 ) wird Satan als „Fürst dieser Welt“ beschrieben, der beim Jüngsten Gericht verstoßen wird. Der Name Beelzebub bedeutet „Herr der Fliegen“ und bezieht sich in der hebräischen Bibel auf einen antiken Gott der Philister. Er erscheint im Neuen Testament als Synonym für Satan, gibt hier aber augenscheinlich den Sprachgebrauch der jüdischen Gegner wieder (Mt 10,25 ; Mt 12,24–27 ).
In abgewandelter Form findet sich der Gedanke des gefallenen Satans in der Offenbarung wieder, wo von einem Kampf berichtet wird, in dessen Verlauf der Satan vom Himmel geworfen (Offb 12,8–9  vgl. auch Lk 10,18 ; Joh 12,31 ) und in Ketten in den Abgrund gestoßen wird. Der Abgrund (Abaddon) wird als ein Engel personifiziert und als Apollyon auch als Strafengel gedacht, fungiert aber nicht mehr als von Gott gebilligte ausführende Gewalt, sondern als Urheber der Sünde. Nach 1000 Jahren erhebt sich der Satan erneut zum Angriff auf die Gerechten, nur um dann in den See aus Lava gestoßen und am Ende grausam bestraft zu werden (Offb 20,10 ).
Das Christentum lehrt, dass Satan die Menschen hasst und alles unternimmt, um sie vom rechten Weg abzubringen und von Gott zu trennen. In der Kirchengeschichte wurden wiederholt Menschen nichtchristlichen Glaubens (darunter Häretiker, Apostaten oder Atheisten, Juden und Muslime) als Mächte des Satans oder als Erscheinungsformen des Teufels betrachtet und verfolgt.

### Processus Sathanae
Der „Satansprozess“ handelt von einer Fabel aus dem 13. bis 14. Jahrhundert, in der der Satan als Advocatus Diaboli die Menschheit für ihre Sünden anklagt. Eine einheitliche Fassung dieser Fabel gibt es nicht, da sie mehrfach überarbeitet wurde. Satan fordert in den Satansprozessen eine vernichtende Strafe für die Menschen und erhebt eine juristische Klage. Als Verteidiger der Menschen tritt die Jungfrau Maria auf, die letztendlich durch Tränen den Richter Jesus Christus zu Mitleid rührt. Wie der Satan in der Fabel richtig anmerkt, dürfte Maria für den Prozess als Prokurator nicht zugelassen werden, und ein Richter hätte die Menschheit verdammen müssen. Die Fabel erweckt den Anschein eines formellen Prozesses, ist aber sowohl der Gestaltung als auch dem Kern nach ein Dogma, wonach durch die Auferstehung Jesu Christi der Mensch aus der Gewalt des Teufels für alle Zeit befreit wurde. In einer späteren Fassung wird nicht der Mensch, sondern stattdessen Jesus angeklagt, da er dem Teufel die Seelen der Menschen entrissen habe. Auch hier verliert der Satan den Prozess.

## Satan und Satane im Islam

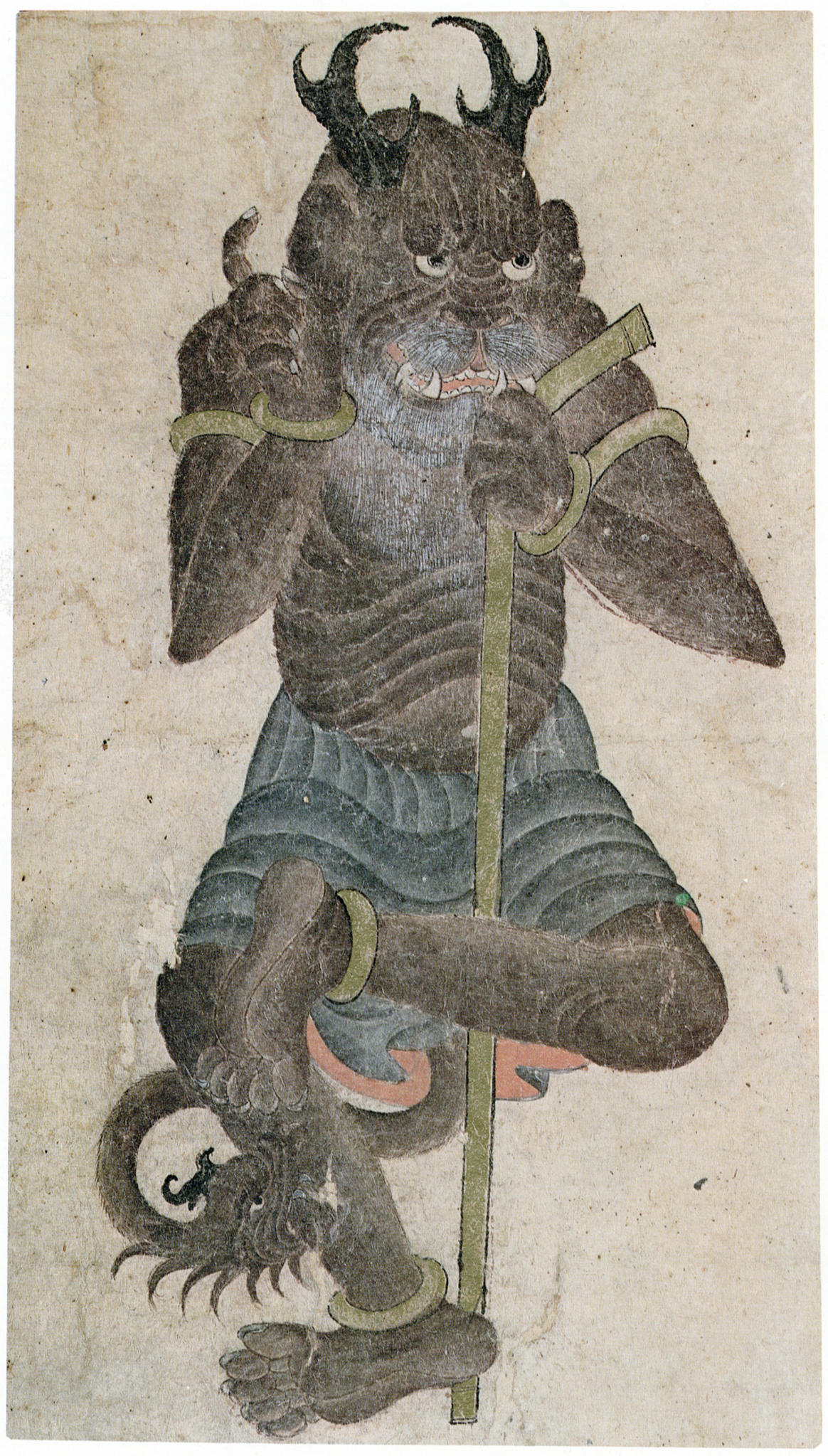
Siyah-Kalem-Darstellung eines Satans aus dem 15. Jahrhundert. Die schwarze Farbe der Satane symbolisiert korrupte Natur und ihre Beziehung zum Höllenfeuer

Die formale Entsprechung für Satan im Islam ist Schaitān (arabisch شيطان, DMG Šaiṭān). Der Begriff stammt wohl aus dem Hebräischen, die arabischen Lexikographen leiten das Wort jedoch von der arabischen Wurzel š-ṭ-n, mit der Deutung „jemanden von seiner ursprünglichen Absicht abbringen“ oder "jemand, der von (dem Weg Gottes) abgeirrt ist", ab. Muslime glauben, dass es nicht nur einen Satan, sondern viele Satane (شياطين / Šayāṭīn) gebe. Im Islam handelt es sich bei Satanen um eine von drei Klassen von Geistwesen. Die anderen beiden sind die Engel und die Dschinn. Wie auch die Engel berichtet der Koran, im Gegensatz zu den Dschinnen, nichts über die Erschaffung der Satane, doch hält die islamische Tradition wiederholt fest, dass die Satane entweder aus Rauch oder dem Feuer der Hölle (Nar-as-Samum) erschaffen seien. Mit den Satanen ist auch die Figur des Iblis verwandt. Dieser wird in der koranischen Erzählung über Adam im Paradies und dem folgenden Sündenfall mit Satan identifiziert.

### Koranische Aussagen
Mit 88 Erwähnungen sind die Satane bzw. der Satan zusammen mit den Engeln die am häufigsten erwähnten Geistwesen im Koran. In der Geschichte über Adam und Eva verführt der Satan Adam, trotz des von Gott ausgesprochenen Verbots von dem Baum der „Ewigkeit und eines Reiches, das nicht vergeht,“ zu kosten (Sure 20:120) mit dem Argument, dass Gott mit dem Verbot nur verhindern wolle, dass sie zu unsterblichen Wesen würden (Sure 7:20). Die Blütenkolben des höllischen Zaqqūm-Baums gleichen den Köpfen von Satanen (ruʾūs aš-šayāṭīn; Sure 37:62-65). Sure 2 resümiert, dass es der Satan war, der die Menschen zu Fehltritten verleitete, so dass sie das Paradies verloren (Sure 2:36). Sure 26:395 spricht von den Heerscharen des Iblis, Satane, wahrscheinlich als eine Referenz zu weiteren Engeln, die ihm folgten. Die Werkzeuge Satans in dieser Welt sind der Wein, das Losspiel, Opfersteine und Lospfeile. Mit ihnen will er Hass und Feindschaft zwischen den Muslimen aufkommen lassen und sie vom Gottesgedenken und Gebet abhalten (Sure 5:90–91). Wenn einer den Satan zum Gesellen hat, hat er einen schlechten Gesellen (Sure 4:38). Selbst ein Prophet ist nicht davor sicher, dass ihm der Satan eine Offenbarung zuflüstert, „aber Gott tilgt dann jedes mal, was der Satan ihm untergeschoben hat“ (Sure 22:52; siehe Satanische Verse). Auch Mohammed wurde vorgeworfen, dass der Koran die Inspiration eines Satans sei, was aber im Koran (Sure 81:25) zurückgewiesen wird. Wenn der Mensch den Koran rezitiert, soll er Zuflucht in Gott vor dem verstoßenen Satan suchen (Sure 16:98). Gott hat den Himmel durch Türme, gegen rebellische Satane geschützt, die zum Himmel aufsteigen, um dessen Geheimnisse zu stehlen (Sure 15:16–18). Diese werden von den Engeln mit Meteoren beschossen und vertrieben. Als eine besondere Gruppe werden im Koran die Satane Salomos erwähnt: Sie dienten ihm als Baumeister und Taucher (Sure 38:37), unterwiesen die Menschen aber, nach dem Tod ihres Meisters, auch in verbotener Zauberei (Sure 2:102). Sure 6:112 erwähnt Satane der Menschen und der Dschinn. Nach manchen Koranexegeten handelt es sich hierbei womöglich um eine Adjektivierung des Ausdrucks Satan und bezeichnet all jene, die Gott gegenüber anmaßend auftreten statt einer eigenen Gattung von Geistwesen. Andere Autoren halten an der strikten Unterscheidung zwischen Satanen, Menschen und Dschinn fest. Abu Mufti schreibt in seinem Kommentar zu Abū Hanīfas "al-Fiqh al-absat", dass die Dschinn und Menschen Adressaten der Scharia sind und mit Fitra, also weder als Gläubige noch als Ungläubige erschaffen worden, sondern bedürfen der Rechtleitung Allahs, während die Gesinnung der Satane und Engel fixiert sind. Mit Ausnahme des Engelpaares Harut und Marut sind alle Engel gehorsam, aber alle Satane, mit Ausnahme eines Enkels von Iblis, böse. So handle auch der Vers 6:112 nicht von satanischen Menschen und Dschinn, sondern von Satanen, die unter den Menschen und den Dschinn ihr Unwesen treiben und sie zum Unglauben auffordern. Nach Auffassung der meisten Exegeten sei Iblis der Stammvater der Satane. Nur eine Minderheit vertrete die Auffassung, dass Iblis der Stammvater der Satane und der Dschinnen sei. Darunter Al-Hasan al-Basrī und Muqātil ibn Sulaimān. Der eigentliche Stammvater der Dschinn sei aber Al Dschann.

### Rolle im islamischen Volksglauben
Die Satane spielen auch eine große Rolle im islamischen Volksglauben. Die Anthropologin Kjersti Larsen, die sich mit dem Glauben an solche Dämonen auf Sansibar befasst hat, hat festgestellt, dass in der Vorstellung der dortigen Bevölkerung eine ganze Anzahl unterschiedlicher böswilliger Dämonen existiert. Diese Dämonen, die auf Swahili aus dem Arabischen abgeleitet als masheitani (Sing. sheitani) oder mit dem bantusprachigen Swahili-Wort pepo bezeichnet werden, sollen sich in den Körpern von Menschen einnisten können. Damit sie den Menschen nicht schaden, müssen sie in Ritualen beschworen werden. Bei diesen Ritualen treten die Menschen in einen imaginären Dialog mit den Geistern und Dämonen ein und erörtern dabei auch Fragen der Moralität. Dennoch lässt sich die Vielzahl verschiedener im Volksglauben verankerten Elemente nicht einheitlich zusammenfassen. Lediglich einige grundlegenden Charakteristika, wie das Abwehren von Satanen durch den Namen Gottes, zieht sich durch alle Bereiche des islamischen Volksglaubens. Nach Feldforschungen in Syrien aus 2001 und 2002 tauchen die Satane nicht als personifizierte Dämonen auf, sondern als abstrakte Konzepte, die stets versuchen den gläubigen Muslim dazu verleiten verbotene Handlungen auszuführen. Bei javanisischen Muslimen findet sich ebenfalls die Vorstellung, dass die Satane sich nur selten den Menschen zeigen und sie erschrecken, sondern stattdessen die Menschen (und Dschinn) verführen, um sie in die Hölle zu leiten.

## Heterodoxe Traditionen Osteuropas

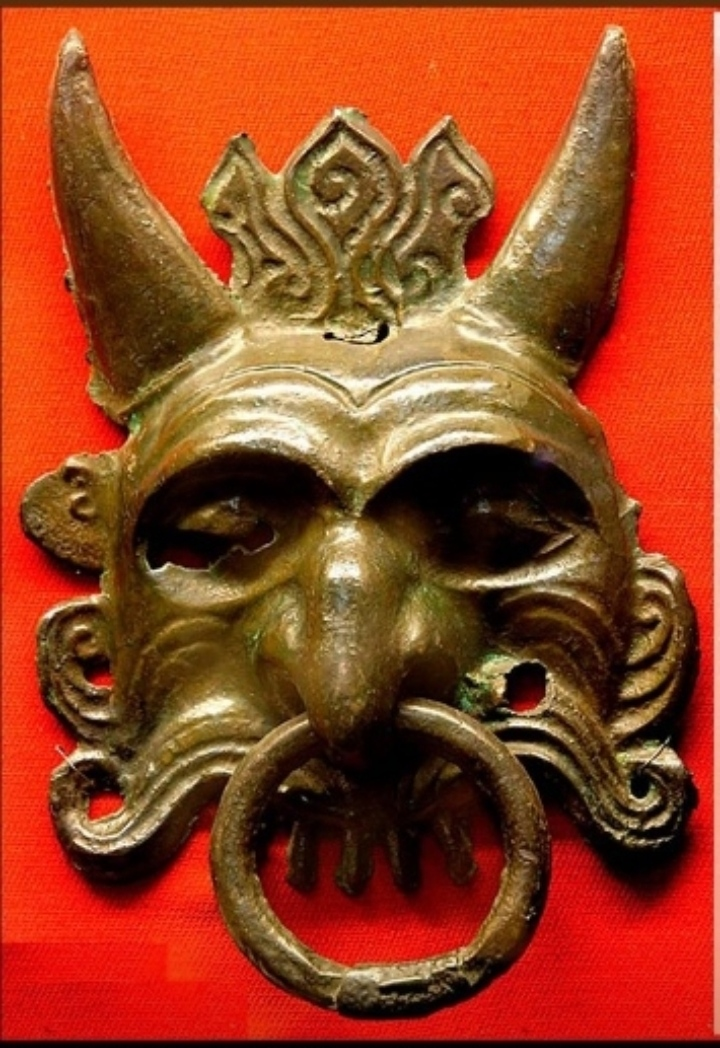
Türklopfer in der Form Erliks

Viele osteuropäische Schöpfungsmythen weisen einen dualistischen Charakter auf, in denen eine teuflische Gestalt die Rolle eines ursprünglichen Begleiters Gottes einnimmt und wesentlich an der Erschaffung der materiellen Welt beteiligt ist. Dabei taucht der Gegenspieler Gottes in das Meer, um das Material zur Erschaffung der Welt zu besorgen. Letztendlich kommt es zum Bruch mit Gott und jenes Wesen gestaltet seine eigene Welt (oder einen eigenen Anteil in der Welt). Solche Mythen überlebten das Ende des osmanischen Reiches und sind noch heute im Volksglauben im Balkan bekannt. In einem Manuskript der bulgarischen Apokryphe Das Meer von Tiberias, begegnet Gott auf dem Wasser eine Gans, die mit Satanael (Satan) identifiziert wird, und fragt ihn: „Wer bist du?“. Satan antwortet, dass er (ein) Gott sei, erwidert aber auf die Frage nach Gottes Identität, dass dieser der Gott der Götter wäre. Daraufhin fordert Gott den Satan auf, auf den Grund des Meeres zu tauchen, um Erde zu bringen. Satan kommt der Anweisung nach und bringt einen Stein hervor. Aus diesem erschafft Gott die immateriellen feurigen Engel und Satan seine eigenen. Nach Satans Revolte wird dieser von Michael aus dem Himmel, durch die Erde, in den Abgrund gestürzt, plant von dort aus aber erneut gegen Gott. Taucht Satan meistens in apokalyptischer Literatur noch nicht als Gegenspieler Gottes auf, so erscheint Satanael im slawischen Henochbuch als Prinz der rebellischen Engel. Auch hier schwebt Satanael nach seiner Verbannung über dem Abgrund.
In ähnlicher Form findet sich der Mythos der tauchenden Gestalt auch in der finno-ugrischen Sprache, identifiziert den sekundären Schöpfer allerdings nicht mit Satan. Dieser mag seinen Ursprung in christlichen häretischen Glaubensvorstellungen wie den Bogomilen haben. Nach dieser hätte Satanael in sechs Tagen die Welt erschaffen, nachdem dieser von seinem Bruder Jesus aus dem Himmel verbannt wurde. Elemente dieser Geschichte finden sich auch in heterodoxen islamischen Schöpfungsgeschichten, besonders den Aleviten. Gott habe demnach die Erzengel losgeschickt, um für 1000 Jahre andere Lebewesen zu suchen. Als diese zurück zu Gott kam, fragte er ihn „Wer bist du und wer bin ich?“. Der Erzengel Gabriel antwortete „Ich bin ich“, woraufhin Gabriel erneut 1000 Jahre fortgeschickt wurde. In einer anderen Version wird der Engel, der diese Antwort gab, verbrannt und durch einen neuen Engel ersetzt. Die Geschichte weist zudem weitere Parallelen zum nicht-islamischen Turkglauben auf. Trotz regional abweichender Versionen, lässt sich festhalten, dass Erlik, der Gott der Unterwelt, als Gans über das unendliche Meer schwamm, bis einer der Schöpfergötter (je nachdem: Ülgen oder Kaira) ihn fragt „wer bist du?“ und Erlik darum gebeten wird, in die Tiefen hinab zu tauchen, um Erde zu beschaffen, woraufhin eine Welt erschaffen wird, und Erlik zum Urheber alles Verwerflichen und in die untersten Welten hinabgestoßen wird.

## Satanismus
Der Satanismus ist von einer positiven Bezugnahme auf Satan bestimmt. Er wird oftmals mit einer Inversion des Christentums gleichgesetzt, die vor allem durch die christlichen Vorstellungen von Teufel und bösen Kräften und der Erbsünde beeinflusst ist. In ihr ist vor allem der göttliche Kampf zwischen Gut und Böse aus der Tradition des Christentums wesentlich. Daneben gibt es zahlreiche weitere Ausprägungen, in denen ein explizit antichristliches Auftreten und das Christentum selbst nicht zwingend eine Rolle spielen. Neben diesem spielen oftmals sumerische und ägyptische mythologische Einflüsse eine Rolle. Der Satanismus kann sich sowohl in einem theistischen als auch in einem atheistischen und rationalistischen Standpunkt äußern, in dem Satan lediglich als Symbol dient, beispielsweise in der Church of Satan.